# Ozero Bernskoje
Ozero Bernskoje (ryska: Озеро Бернское) är en sjö i Belarus.   Den ligger i voblasten Vitsebsks voblast, i den nordöstra delen av landet, 230 km nordost om huvudstaden Minsk. Ozero Bernskoje ligger 200 meter över havet. Den ligger vid sjön Ozero Polonskoje.
Omgivningarna runt Ozero Bernskoje är en mosaik av jordbruksmark och naturlig växtlighet. Runt Ozero Bernskoje är det ganska tätbefolkat, med 139 invånare per kvadratkilometer.